# Drum național 16
Der Drum național 16 (rumänisch für „Nationalstraße 16“, kurz DN16) ist eine Hauptstraße in Rumänien.

## Verlauf
Die Straße zweigt bei Apahida vom Drum național 1C (Europastraße 576) nach Osten ab und führt über Cămărașu, Broșteni, das Dorf Satu Nou, wo der Drum național 15E abzweigt, Silivașu de Câmpie und Crăiești nach Breaza. Dort trifft sie auf den Drum național 15A, der nach weiteren 4 km in Reghin (Sächsisch Regen) am Drum național 15 endet.
Die Länge der Straße beträgt rund 90 Kilometer.